# Ayahualtempa
Ayahualtempa är en ort i Mexiko.   Den ligger i kommunen José Joaquín de Herrera och delstaten Guerrero, i den sydöstra delen av landet, 220 km söder om huvudstaden Mexico City. Ayahualtempa ligger 1 714 meter över havet och antalet invånare är 837.
Terrängen runt Ayahualtempa är kuperad åt nordost, men åt sydväst är den bergig. Terrängen runt Ayahualtempa sluttar söderut. Runt Ayahualtempa är det ganska glesbefolkat, med 39 invånare per kvadratkilometer. Närmaste större samhälle är Santa Catarina, 17,7 km nordväst om Ayahualtempa. I omgivningarna runt Ayahualtempa växer huvudsakligen savannskog.